# Dialecto csango
El dialecto csango (del húngaro csángó, pronúnciese "chaangoo" ['tʃa:ngo:]) es una variedad arcaica del húngaro, hablada actualmente por unas 13.000 personas en Moldavia Occidental (Bacău), en Rumania. Es el único dialecto histórico del húngaro con una evolución propia desde el húngaro medieval. El csango difiere del húngaro, sobre todo, en pronunciación y léxico. Un rasgo propio de este dialecto es la /s/ apicoalveolar (como en el castellano peninsular), y la presencia de la prepalatal africada sonora dzs en lugar de la palatal oclusiva sonora gy del húngaro.
Para hablantes del húngaro el csango es muy difícil de entender, sobre todo porque conserva muchos arcaísmos léxicos del húngaro medieval. Las variedades húngaras más cercanas al csango son las hablas de las minorías húngaras (los székely) de Transilvania. Veamos a continuación una comparación léxica:
| csango   | húngaro  | significado        |
| -------- | -------- | ------------------ |
| dzsermek | gyermek  | 'hijo', 'muchacho' |
| dzsió    | dio      | 'nuez'             |
| filjesz  | nyúl     | 'conejo'           |
| bücsü    | becsület | 'honra'            |
| csúkmony | tojás    | 'huevo'            |
| jü       | ő        | 'él, ella'         |
| külpis   | csiga    | 'caracol'          |